# Draft 1956 de la NBA
1955 1957
La draft 1956 de la NBA est la 10e draft annuelle de la National Basketball Association (NBA), se déroulant en amont de la saison 1956-1957. Elle s'est tenue le 30 avril 1956 à New York. Cette draft est composée de 10 tours et 92 joueurs ont été sélectionnés,.
Lors de cette draft, 8 équipes de la NBA choisissent à tour de rôle des joueurs évoluant au basket-ball universitaire américain. Les deux premiers choix de la draft se décident entre les deux équipes arrivées dernières de leur division lors de la saison 1955-1956. Les équipes NBA avaient la possibilité, avant la draft, de sélectionner un joueur qui venait d'un lycée à moins de 80 kilomètres de la ville et abandonnèrent alors leur premier choix, il s'agit du territorial pick.
Sihugo Green des Royals de Rochester est sélectionné en première position lors de cette draft.
Le joueur majeur de cette draft fut Bill Russell, joueur ayant remporté le plus grand nombre de titres de champion NBA de l'histoire avec les Celtics de Boston. Cinq joueurs sont devenus Hall of Famers : Tom Heinsohn, Bill Russell, K. C. Jones, Elgin Baylor et Sam Jones.
À noter que Sam Jones, sélectionné par les Lakers de Minneapolis en fin de draft, sera sélectionné lors de la draft 1957 par les Celtics de Boston, avec qui il jouera toute sa carrière.
À l'issue de la saison 1956-1957, c'est le territorial pick des Celtics de Boston, Tom Heinsohn, qui remporte le titre de NBA Rookie of the Year.

## Draft
| ^ | Signale un joueur qui a été intronisé au Basketball Hall of Fame                        |
| + | Signale un joueur qui a été sélectionné pour au moins un match annuel NBA All-Star Game |
| m | Signale un joueur qui a remporté le titre de MVP au cours de sa carrière                |
| R | Signale le joueur qui a remporté le titre de NBA Rookie of the Year                     |

### Territorial pick
| Rang | Joueur          | Nationalité | Équipe NBA        | Université |
| ---- | --------------- | ----------- | ----------------- | ---------- |
| TP   | Tom Heinsohn^ R | États-Unis  | Celtics de Boston | Holy Cross |

### Premier tour
| Rang | Joueur          | Nationalité | Équipe NBA               | Université                   |
| ---- | --------------- | ----------- | ------------------------ | ---------------------------- |
| 1    | Sihugo Green    | États-Unis  | Royals de Rochester      | Université Duquesne          |
| 2    | Bill Russell^ m | États-Unis  | Hawks de Saint-Louis     | Université de Californie     |
| 3    | Jim Paxson      | États-Unis  | Lakers de Minneapolis    | Université de Dayton         |
| 4    | Ronnie Shavlick | États-Unis  | Knicks de New York       | North Carolina State         |
| 5    | Joe Holup       | États-Unis  | Nationals de Syracuse    | Université George Washington |
| 6    | Ron Sobieszczyk | États-Unis  | Pistons de Fort Wayne    | Université DePaul            |
| 7    | Hal Lear        | États-Unis  | Warriors de Philadelphie | Université Temple            |

### Deuxième tour
| Rang | Joueur         | Nationalité | Équipe NBA               | Université    |
| ---- | -------------- | ----------- | ------------------------ | ------------- |
| 8    | Bob Burrow     | États-Unis  | Royals de Rochester      | Kentucky      |
| 9    | Willie Naulls+ | États-Unis  | Hawks de Saint-Louis     | UCLA          |
| 10   | Tery Rand      | États-Unis  | Lakers de Minneapolis    | Marquette     |
| 11   | Gary Bergen    | États-Unis  | Knicks de New York       | Utah          |
| 12   | Paul Judson    | États-Unis  | Nationals de Syracuse    | Illinois      |
| 13   | K. C. Jones^   | États-Unis  | Celtics de Boston        | San Francisco |
| 14   | Bob Kessler    | États-Unis  | Pistons de Fort Wayne    | Maryland      |
| 15   | Phil Rollins   | États-Unis  | Warriors de Philadelphie | Louisville    |

### Joueurs notables sélectionnés plus bas
| Rang | Joueur        | Nationalité | Équipe NBA            | Université/Club        |
| ---- | ------------- | ----------- | --------------------- | ---------------------- |
|      | Elgin Baylor^ | États-Unis  | Lakers de Minneapolis | Texas Southern         |
|      | Sam Jones^    | États-Unis  | Lakers de Minneapolis | North Carolina Central |